# Малатков, Егор Дмитриевич
Егор Дмитриевич Малатков (бел. Ягор Дзмітрыевіч Малаткоў; род. 24 июля 2003, Могилёв) — белорусский футболист, нападающий.

## Карьера

### «Днепр-Могилёв»

#### Начало карьеры
Воспитанник футбольной академии могилёвского «Днепра». В 2020 году футболист подписал с могилёвским клубом свой первый профессиональный контракт. Вместе с клубом футболист начал выступать во Второй лиге. По итогу сезона футболист вместе с клубом стал победителем чемпионата. В начале 2021 года футболист отправился выступать за вторую команду клуба «Днепр-Юни». В 2022 году футболист вернулся в распоряжение основной команды клуба, вместе с которой начал подготовку к сезону. Первый матч в сезоне футболист сыграл 13 марта 2022 года в рамках четвертьфинала Кубка Беларуси против гродненского «Немана». Дебютный матч в чемпионате футболист сыграл 20 марта 2022 года против бобруйской «Белшины», выйдя на замену на 90 минуте. По итогу сезона футболист вместе с клубом завершил чемпионат на итоговом последнем месте, вылетев в Первую лигу. На протяжении сезона футболист выступал за могилёвский клуб в роли игрока замены.

#### Сезон 2023
В начале 2023 года футболист начал подготовку к новому сезону в рамках Первой лиги в составе могилёвского клуба. Первый матч в новом сезоне футболист сыграл 15 апреля 2023 года против пинской «Волны», выйдя на замену на 85 минуте. Дебютным забитым голом за клуб футболист отличился 31 мая 2023 года в матче Кубка Беларуси против клуба «Мосты». На протяжении первой половины сезона футболист выступал за могилёвский клуб в роли игрока замены, выйдя на поле лишь в нескольких матчах, часть из которых выходил со скамейки запасных, а другую половину в стартовом составе, отличившись своим единственным забитым голом в рамках Кубка Беларуси.

#### Аренда в «Слоним-2017»
В августе 2023 года футболист на правах арендного соглашения присоединился к «Слониму-2017» до конца сезона. Дебютировал за клуб 11 августа 2023 года в матче против «Макслайна», выйдя на поле в стартовом составе. Дебютный гол за клуб забил 17 сентября 2023 года в матче против гомельского «Бумпрома». На протяжении всего сезона футболист был в клубе одним из ключевых игроков слонимского клуба, отличившись забитым голом и результативной передачей. По итогу сезона вместе с клубом завершил чемпионат в подвале турнирной таблицы. По окончании срока действия арендного соглашения футболист покинул слонимский клуб.

#### Аренда в «Оршу»
В начале февраля 2024 года футболист находился в распоряжении «Орши». Затем оршанский клуб официально объявил о том, что футболистом было заключено арендное соглашение, рассчитанное до конца сезона. Дебютировал за клуб футболист 5 мая 2024 года в матче против «Барановичей», выйдя на замену на 73 минуте. Дебютным забитым голом за клуб футболист отличился 7 июля 2024 года в матче против «Слонима-2017», также отличившись голевой передачей. На протяжении первой половины сезона футболист выступал за клуб как игрок замены, отличившись забитым голом и голевой передачей. В конце июля 2024 года могилёвский «Днепр» отозвал футболиста из аренды и расторг с ним контракт.

## Достижения
«Днепр-Могилёв»
- Победитель Второй лиги: 2020